# تاريخ اللغة العبرية

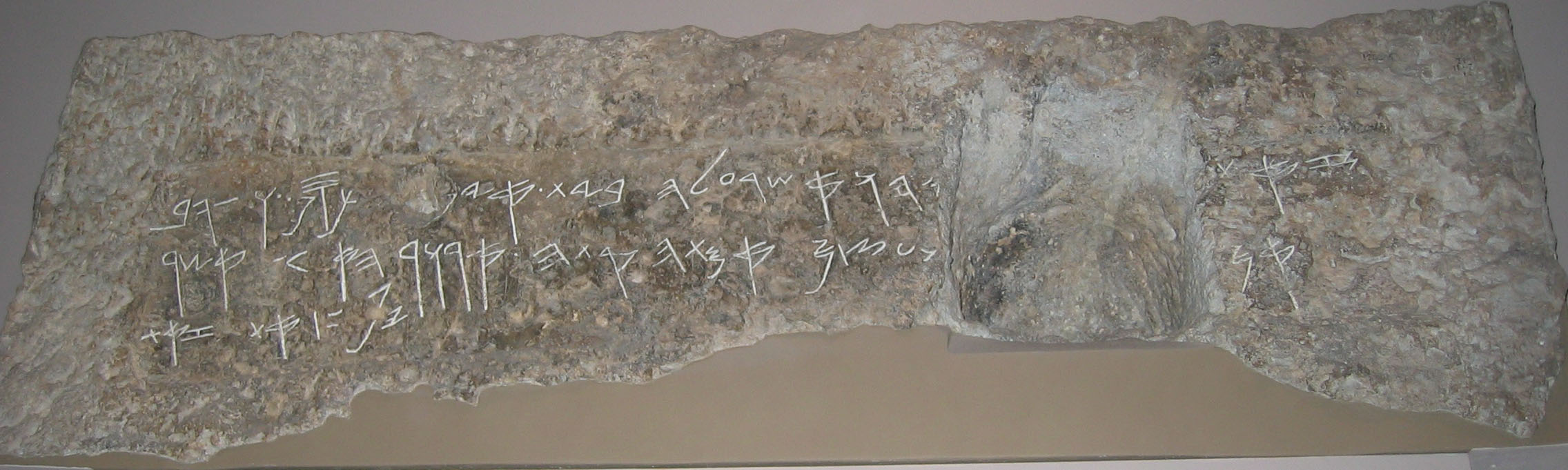
كتابات قديمة باللغة الكنعانية.

اللغة العبرية أو لغة كنعان هي اللغة التي كان يتكلم بها في أرض كنعان على لسان الكنعانيين وبني إسرائيل، وهي فرع من فصيلة لغوية كبيرة تسمى اللغات السامية. لم تكن اللغة العبرية لغة قائمة بذاتها، ولكنها كانت تتكون من مجموعة لهجات كنعانية، حيث نشأت أساسا على أرض كنعان قبل نزوح بني إسرائيل إليها. وقد أطلق عليها عدة أسماء، منها:
- لغة كنعان
- اللغة اليهودية
- اللغة المقدسة
- وبعد السبي البابلي أصطلح على تسميتها باللغة العبرية.

## مراحل تطور اللغة العبرية
يرجع تاريخ اللغة العبرية إلى حوالي أربع آلاف سنة تقريبا، مرت خلالها هذه اللغة بأطوار مختلفة؛ فتارة تبلغ أوج ازدهارها، وتارة أخرى تندثر، وأحيانا تموت تماما، فقد كانت اللغة العبرية شديدة التأثر بالظروف والأحوال السياسية، و يمكن تقسيم المراحل التي مرت بها اللغة العبرية على النحو التالي:

### مرحلة العبرية القديمة الخالصة
بدأت هذه المرحلة في القرن العاشر قبل الميلاد تقريبا، فطوال فترة الهيكل الأول (معبد سليمان: حوالي 973ق.م)، وحتى السبي البابلي عام 586 ق.م، تمتع اليهود بالإستقلال السياسي، وعاشوا في حالة من الإستقرار الإجتماعي، وكانت اللغة العبرية التوراتية هي اللغة الرسمية والدينية الشائعة الاستعمال على لسان اليهود في فلسطين، وكانت عبرية هذا العصر تتسم بالنقاء والبعد عن أي تأثيرات أجنبية، ودوّن بها معظم أسفار العهد القديم، وعدد من النقوش الأثرية على الصخور والأحجار والعملات.

### مرحلة تدهور اللغة العبرية
تبدأ هذه المرحلة مع سبي اليهود إلى بابل على يد نبوخذ نصر عام 586 ق.م، حيث انهار سلطانهم السياسي، وحدث تفكك شديد بين اليهود. حينئذٍ بدأت اللغة العبرية تنقرض رويداً رويدا، وأخذت اللغة الآرامية تحل محلها شيئاً فشيئا. حتى قضت عليها نهائيا بعد فترة وجيزة. وماتت اللغة العبرية كلغة حديث وتخاطب وكلغة أدبية أيضا، وظلت تستعمل كلغة دينية فقط، وذلك على الرغم من محاولات الحاخامات الحفاظ على اللغة العبرية، ولكنهم فشلوا في مواجهة الصراع القائم آنذاك بين العبرية والآرامية.

### مرحلة العبرية التلمودية
بعد انهيار الوحدة السياسية لليهود، وإنقراض اللغة العبرية، وبعد أن أصبحت الآرامية هي اللغة الرسمية - والتي يفهمها اليهود ويتحدثون بها - حاول الزعماء الدينيون لم شمل اليهود عن طريق الوحدة الدينية، فوجهوا جهودهم نحو شرح وتفسير العهد القديم باللغة الآرامية لكي يفهم اليهود أصول وطقوس الدين اليهودي، فكتبوا المشنا والجمارا، ثم التلمود. وكانت لغة هذه الكتب مختلفة تماما في روحها وألفاظها وتراكيبها عن عبرية العهد القديم، فظهر فيها التأثر الشديد باللغة الآرامية، كما إحتوت أيضا على بعض الألفاظ من اللغات الأخرى مثل: العربية، واليونانية، والفارسية.

## اللغـة العبرية في العصر الحديث
تتميز في تاريخ اللغة العبرية في العصر الحديث بين ثلاث فترات رئيسية يصعب تحديد تواريخ فاصلة ودقيقة بينها وهي: فترة الهسكالاة (التنوير) والتي حدث فيها التطور الجديد للغة العبرية لكنها بقيت لغة للكتابة فقط، الفترة الوسطى والتي تحولت فيها اللغة من لغة كتابة إلى لغة حديث، الفترة الحديثة التي تحولت فيها اللغة إلى لغة كتابة وحديث.

### فترة هسكلاة
تعتبر فترة الثمانينات من القرن الثامن عشر بداية عصر جديد في تاريخ اللغة العبرية، حيث نشأ بعدها أدب عبري جديد علماني مكتوب بلغة العهد القديم. وأدباء ذلك الأدب هم المتنورون «المسكيليم» والتي بدأت حركتهم في وسط أوروبا في ألمانيا (1780-1820) وإنتقلت بعدها إلى المجر والتشيك وإيطاليا وغيرها من البلدان (1820-1850) ووصلت إلى ذروة تطورها في شرق أوروبا وروسيا وبولندا (1850-1881).
عارض المسكيليم اللغة العبرية الحاخامية كمعارضتهم لليهودية الحاخامية، فكانت في نظرهم لغة فاسدة ومشوشة، ووجهوا نشاطهم الأساسي في إحياء لغة العهد القديم التي اعتبروها العبرية الأصلية النقية من أية شوائب وتشويش في القواعد وأي خلط في طرق التعبير بتأثير المصادر المتأخرة.
حاول بعض الأدباء في القرن التاسع عشر، خاصة في شرق أوروبا مثل أبارهام مابو (1808-1867)، بيرتس سميـلانسكي (1842-1855)، إسحق أرتر (1791-1851) وغيرهم، كتابة أعمالهم بعبرية العهد القديم فقط. غير أنه ما إن اتسعت دائة اهتمامات كتاب حركة الهسكالاة وإنتاجهم لتشمل الفلسفة والبحث ودراسة العهد القديم والنحو وعلم اللغة وتاريخ إسرائيل والشعوب، لم يستطع الكتاب قصر كتاباتهم على عبرية العهد القديم فقط واضطروا إلى الاحتياج لأسس لغة חז"ל كما لم يمتنعوا عن استخدام لغة العصر الوسيط وبعض أسس لغة الصلوات من منطلق الحاجة إلى روافد المختلفة للغة. ساهم مثقفوا القرنين الثامن عشر والتاسع عشر في تطور اللغة العبرية وتجديدها. من أبرز المجالات التي ساهم فيها المسكيليم (المثقفون، المتنورون): النحو العبرى وإثراء الثروة اللغوية العبرية.
أما فيما يخص المجال الأول فقد وجه «المسكيليم» اهتمامهم إلى النحو والقواعد حيث حاولوا تأسيس النحو العبري بشكل عام واللغة العبرية على أساس نظرية «تركيب» لغة العهد القديم. أما المجال الثاني الذي يبرز فيه اسهام المثقفين فهو إثراء اللغة العبرية والرغبة في الكتابة عن موضوعات جديدة لم يتطرق اليها العهد القديم ولقد دفعهم ذلك إلى خلق مصطلحات جديدة لم تكن موجودة في لغة الذين سبقوهم. أصبح بعض المصطلحات التي ظهرت في عصر الهسكالاة دارج في اللغة ولم ينجح البعض في ذلك. ومن الكلمات التي لم تستقر في اللغة: בַדְיָן (كاتب)، בַיְתָן (رجل اقتصاد)، גִפָרון (كبريت)، לושֵן (عالم لغة)، מִבְדֶה (رواية)، מַדְפֵס (مطبعة)، מַעֲשיון (نكتة). وغيرها.
استخدم المسكيليم عدة وسائل لتوسيع استخدام اللغة العبرية في فترة الهسكالاة:
- إيجاد كلمات جديدة من خلال استخدام كلمات قديمة واستخدام جذورها من خلال إضافة حروف اليها مثل: אטיות, אנוכיות, דברנות, התאבקות, טבעי, לקקן, מבוך, עצלות, רעבתנות, רצינות.
- إيجاد كلمات من خلال محاكاة أوزان أسماء مقرائية ومشناوية مثل: מַרְגֵמָה, מַדְגֵרָה, דַחַף, דַוָר, תַעֲרוכָה, מְנָיָה.
- توسيع معانى الكلمات القديمة مثل: ביקורת (في العهد القديم بمعنى فحص وعقاب) חשמל (في العهد القديم نوع من العادن)، כתובת (في العهد القديم بمعنى حروف مكتوبة).
- إيجاد مصطلحات من خلال ضم كلمتين: ימי הביניים, ממְסִילַת בַרְזֵל, תַפוחֵי אַדָמָה, יַם תִיכון, נְקודַת רְאות.
- استخراج افعال من الأسماء مثل: הִדְרִיג, הִרְדִים, הִצְטַנִעַ, תִלְתֵל.
- اشتقاق كلمات جديدة ومن الاشتقاق ينتج تشابه بينها وبين الكلمات الأجنبية.
- استعارة معاني جديدة لكلمات مشابهة صوتياً لكلمات أجنبية مثل: מְכונָה (في العهد القديم מסד أي شيء مستقر) وهي تشبه كلمة Machine. في اللغات الأوروبية أخذت الكلمة معنىً معاكس تماماً. שֶלֶט (في العهد القديم מָגֵן) من كلمة schild الألمانية ولقد أخذت الكلمة معنى لوحة.

### الفترة الوسطى
مع كل الاسهامات التي ساهم فيها المسكيليم من أجل توسيع الثروة اللغوية العبرية وإحيائها، ومع نضال بعضهم من أجل تحويل لغة المشنا وباقي روافد اللغة إلى مصادر شرعية لتطور اللغة (إسحاق ساطانوف 1732-1844)، (مناحيم لابين 1749-1826)، (موشيه شولبويم 1835-1918) ومع الطموح والرغبة في فرض اللغة العبرية على الجماهير، لم ينجح المثقفون في وضع أسس لتحويل اللغة العبرية من لغة كتابة وإنتاج إلى لغة حديث.
بدأ عدد كبير من كتاب الهسكالاة في النظر إلى تركيب اللغة (مندلسون 1729-1786، بن زئيف 1764-1811 وغيرهم من المثقفين) ومحاربة شوائب اللغة وتنقيتها، لكنهم لم ينجحوا في مزج روافد اللغة المختلفة في لغة موحدة.
من العيوب الأساسية التي صاحبت نشاط كتاب حركة الهسكالاة من أجل توسيع اللغة العبرية وإحيائها واستخدامها:
- عدم الحرص على وحدة الأسلوب.
- خلق كلمات ليست من روح اللغة والذوق الرفيع.
- كان أسلوب كثير من كتاب الهسكالاة ومفكريها الأسلوب المنمَّر الذي يحتوى على فقرات وأجزاء فقرات من العهد القديم وأحياناً من العهد القديم والمشنا أو روافد لغوية أخرى ضمت إلى بعضها البعض دون أي اتجاه إلى مزجها الداخلي.
- نجح عدد قليل من الكتاب في المساواة في الاسلوب الموحد الجميل.
- كما لم ينجح المسكيليم في تجديد الكلمات وأشتقت أحيانا كلمات لا توافق روح اللغة وذوقها والاتجاه إلى خلق مفاهيم جديدة، والتطلع إلى توسيع قدرة اللغة في مجالات جديدة خاصة الرغبة في رفع لواء اللغة أمام الآخرين لإثبات أنها مساوية في قدرتها للغات الأخرى.

أدى كل ذلك إلى خلق كلمات لم تترسخ في اللغة بل لم تصمد حتى في فترة الهسكالاة نفسها مثل: נשים באוהל (راهبات)، ארון נגן (بيانو)، בָתֵי עיניים (نظارة)، עט עופרת (قلم رصاص)، ولقد اختفت كل هذه الاستخدامات كأن لم تكن.
من الواضح أن لغة المسكيليم لم تحتو على أسس تحويلها إلى لغة حديث، إلا أن اللغة العبرية كانت في حاجة إلى مرحلة أخرى تمتزج فيها روافد اللغة المختلفة حتى تصبح لغة واحدة. ولقد عمل في هذا الاتجاه عدد من الكتاب والمفكرين في مجال الأدب وفي الصحافة والأدب.

### العصر الحديث
عمل المسكيليم في عصرهم ومندلي موخير سفاريم وأحاد هاعام وبياليك في عصرهم بشكل مباشر وغير مباشر من أجل إحياء اللغة العبرية وتحويلها إلى لغة حديث بين الناس: كان الأوائل يميلون إلى توسيع اللغة العبرية وتجهيز كل روافد اللغة من أجل الاستخدام في الكتابة، ويميل المتأخرون إلى خلق لغة مركبة تختلط بروافد اللغة المختلفة والمتأخرون عنهم في محاولتهم المستمرة في إخراج اللغة العبرية من الكتب والصحف إلى الشارع للحديث بها بين اليهود الذين بدءوا الاستيطان في فلسطين.
لم يتوقف الخلاف حول مصادر اللغة وروافدها التي يجب اختيارها في تطور اللغة، في المراحل الثلاثة أو الأربعة لإحياء اللغة العبرية في المائة عام الأخيرة. ولم يتوقف السعى بين روافد اللغة المختلفة، لكن على الرغم من ذلك وعلى الرغم من السعى وللصعوبات الكبيرة، أدى النشاط المتزايد والعنيد للبعض وعلى رأسهم بن يهوذا وغيره من بعده، وتغير الظروف بعد الهجرات المختلفة التي احتاجت إلى لغة موحدة تربط بين المهاجرين، بدأت اللغة العبرية تدريجياً وبصعوبة كبيرة تدفع اللغات الأجنبية التي كانت لغات التعليم في المدارس وبلبلة الألسن التي سادت الشوارع وتحل محل الفرنسية التي كانت لغة التعليم الأساسية في المدارس التي أسستها جمعية "כל ישראל חברים" عام 1896، والألمانية التي كانت إحدى اللغات الرئيسية في المدارس والتي أسستها جمعية "עזרה ליהודי גרמניה" عام 1903. لم تقتصر عملية تحويل اللغة العبرية على لغة التعليم في المدارس وبدأ دخولها إلى الشارع والحياة اليومية. من الصعوبات التي واجهت بن يهوذا وغيره بل وزادت منها: الحاجة إلى مصطلحات مختلفة خاصة في تدريس العلوم والصناعات المهنية وكذلك الكلمات اليومية مما زاد التصادم بين اللهجات المختلفة.
ومن أجل تعديل ذلك الموقف تأسس المجمع اللغوى عام 1889 بواسطة مجموعة من المثقفين في القدس على رأسهم إليعازر بن يهوذا. وضع المجمع أمامه هدفين أساسيين: تحديد مصطلحات في المهن التعليمية المختلفة في المدارس وفي المجالات العلمية والحياة العملية، وطريقة النطق الصحيحة والكتابة والمشكلات النحوية.
وبعد فترة توقف المجمع عن العمل، وتأسس من جديد بعد اجتماع مدرسي اللغة العبرية عام 1904. وضع المجمع الجديد أمامه أهدافاً عديدة وهي: توحيد النطق والكتابة وتحديد مصطلحات للمهن الكاملة مع الحفاظ على أسس واحدة في وضعها. أما فيما يخص طريقة النطق فقد استمر الحوار لسنوات طويلة بل تزايد الرأى القائل بأن النطق السفارادي (الشرقي) هو المطلوب وأصبح السائد في النهاية. أما فيما يخص الكتابة الموحدة فقد اختلفت الآراء، فأيد البعض الكتابة «النحوية» أي كتابة الكلمة كما لو كانت ستشكل، وإعتقد البعض أن الكتابة الكاملة هي المناسبة أكثر، أي الكتابة التي تحل فيها حروف أمهات القراءة محل التشكيل. استمر الجدل حول هذه القضية لسنوات طويلة وإن كان ساد بعد قرار المدرسين في مؤتمرهم عام 1915 أن الكتابة «النحوية» ليست السائدة في الحياة العملية، والتي استخدمت الكتابة الكاملة وتم التصديق عليها في مجمع اللغة الذي نشر «قواعد الكتابة بدون تشكيل» في عام 1948، وصدقت عليها أكاديمية اللغة العبرية في عام 1969.
أثر نشاط المجمع اللغوى، على مر السنين، على الحياة في إسرائيل وأصبحت اللغة العبرية هي اللغة الرسمية، وتم التصديق على ذلك عام 1922 مع الإنتداب البريطانى على فلسطين، حيث أعترف باللغة العبرية كأحدى اللغات الرسمية الثلاثة إلى جانب الإنجليزية والعربية.